# Litiopidae
Litiopidae zijn een familie van weekdieren uit de klasse van de Gastropoda (slakken).

## Taxonomie
De volgende geslachten zijn bij de familie ingedeeld:
- Alaba H. Adams & A. Adams, 1853
  - = Australaba Laseron, 1956
  - = Pseudobittium Dautzenberg, 1890
- Diffalaba Iredale, 1936
- Gibborissoia Sacco, 1895
  - = Gibborissoa Cossmann, 1921
  - =  † Touzinia Cossmann, 1916
- Litiopa Rang, 1829
  - = Abaconia Clench, 1938
  - = Bombyxinus Bélanger in Lesson, 1834
- Spirostyliferina Bandel, 2006
- Styliferina A. Adams, 1860
  - = Dialessa Iredale, 1955
  - = Macertexta Laseron, 1955